# هالواد
هالواد (به انگلیسی: Halvad) یک منطقهٔ مسکونی در هند است که در Halvad Taluka واقع شده‌است. هالواد ۶۱٬۲۴۷ نفر جمعیت دارد و ۴۶ متر بالاتر از سطح دریا واقع شده‌است.